# Pozitivno definitna matrika
Pozitivno definitna matrika je matrika, ki je v mnogih podrobnostih analogna pozitivnim realnim številom. 

## Definicija
Realna simetrična matrika {\displaystyle M\,} razsežnosti {\displaystyle n\times n\,} je pozitivno definitna, če za vse neničelne vektorje {\displaystyle z\,} z realnimi elementi ({\displaystyle z\in \mathbb {R} ^{n}}) velja {\displaystyle z^{T}Mz>0\,}. 
Kompleksna matrika {\displaystyle M\,} z razsežnostjo {\displaystyle n\times n\,} je pozitivno definitna, če je  ℜ(z*Mz) > 0 za vse neničelne kompleksne vektorje {\displaystyle z\,}, kjer z* pomeni konjugirano transponirani vektor {\displaystyle z\,} in ℜ(c) je realni del števila {\displaystyle c\,}.   
Kompleksna hermitska matrika {\displaystyle M\,} z razsežnostjo {\displaystyle n\times n\,} je pozitivno definitna, če je {\displaystyle z^{*}Mz>0\,} za vse neničelne kompleksne vektorje {\displaystyle z\,}. Pri tem je vrednost {\displaystyle z^{*}Mz>0\,} vedno realna. 
V literaturi se uporablja enolična definicija pozitivne definitnosti za hermitske matrike. Večji problem so nehermitske matrike, ker ni splošnega dogovora o definiciji pozitivne definitnosti zanje. 

## Zgledi
Matrika 
{\displaystyle M_{0}={\begin{bmatrix}1&0\\0&1\end{bmatrix}}} je pozitivno definitna.
Za vektor {\displaystyle {\textbf {z}}={\begin{bmatrix}z_{0}\\z_{1}\end{bmatrix}}} velja {\displaystyle {\begin{bmatrix}z_{0}&z_{1}\end{bmatrix}}{\begin{bmatrix}1&0\\0&1\end{bmatrix}}{\begin{bmatrix}z_{0}\\z_{1}\end{bmatrix}}=z_{0}^{2}+z_{1}^{2};}. Če sta {\displaystyle z_{0}\,} ali {\displaystyle z_{1}\,}, realna ali je vsaj eden od njiju različen od nič, potem je vrednost pozitivna.
Nasprotno pa matrika
{\displaystyle M_{2}={\begin{bmatrix}1&2\\2&1\end{bmatrix}}}
ni pozitivno definitna, ker za vektor 
{\displaystyle {\textbf {z}}={\begin{bmatrix}1\\-1\end{bmatrix}}}
velja 
{\displaystyle {\begin{bmatrix}1&-1\end{bmatrix}}{\begin{bmatrix}1&2\\2&1\end{bmatrix}}{\begin{bmatrix}1\\-1\end{bmatrix}}=-2<0\,}.
To pa pomeni, da matrika ni pozitivno definitna.

## Značilnosti
- hermitska matrika je negativno definitna, če so vse njene lastne vrednosti negativne. Podobno velja tudi za p.
- lastne vrednosti {\displaystyle \lambda _{i}\,} matrike {\displaystyle M\,}, ki je pozitivno definitna, so pozitivne.
- naslednje matrike {\displaystyle M\,}, ki je pozitivno definitna, imajo pozitivne determinante (glej Sylvestrov kriterij)
  - zgornji levi kot matrike {\displaystyle M\,} z razsežnostjo {\displaystyle 1\times 1\,}
  - zgornji levi kot matrike {\displaystyle M\,} z razsežnostjo {\displaystyle 2\times 2\,}
  - zgornji levi kot matrike {\displaystyle M\,} z razsežnostjo {\displaystyle 3\times 3\,}
  - sama matrika {\displaystyle M\,}
- vedno obstoja takšna spodnje trikotna matrika {\displaystyle L\,}, ki vsebuje strogo pozitivne elemente, da lahko zapišemo

{\displaystyle M=L.L^{*}\,}
kjer je
- - {\displaystyle L^{*}\,} konjugirano transponirana matrika matrike {\displaystyle L\,}.
- vsaka pozitivno definitna matrika je tudi obrnljiva. Njena obratna matrika je tudi pozitivno definitna.
- če je matrika {\displaystyle M\,} pozitivno definitna in je {\displaystyle r\,} realno število, potem je tudi {\displaystyle rM\,}pozitivno definitna matrika

Vse zgornje značilnosti veljajo za realne in kompleksne matrike. Pri tem je treba samo zamenjati {\displaystyle \mathbb {C} ^{n}} z {\displaystyle \mathbb {R} ^{n}} in konjugirano transponiranje z izrazom transponiranje.

## Negativno definitna, semidefinitna in nedefinitna matrika
Hermitska matrika razsežnosti {\displaystyle n\times n\,} z oznako {\displaystyle M\,} je negativno definitna, če zanjo velja:
{\displaystyle x^{*}Mx<0\!\,}
za vse {\displaystyle x\in \mathbb {C} ^{n}} (za realne matrike pa {\displaystyle x\in \mathbb {R} ^{n}})
Kadar pa velja:
{\displaystyle x^{*}Mx\geq 0\!\,}
za vse {\displaystyle x\in \mathbb {C} ^{n}} (oziroma {\displaystyle x\in \mathbb {R} ^{n}} za realne matrike) je matrika pozitivno semidefinitna (tudi nenegativno definitna).
Matrika je negativno semidefinitna, če je:
{\displaystyle x^{*}Mx\leq 0\!\,.}
Hermitska matrika, ki ni pozitivno niti negativno definitna, je nedefinitna.